# Brezje pri Poljčanah
Brezje pri Poljčanah je naselje v Občini Poljčane.